# Chemin de fer Saint-Laurent & Atlantique
Le chemin de fer Saint-Laurent & Atlantique (SL&A) est un chemin de fer qui relie Montréal (Québec) à Portland (Maine), ce dernier sur l'océan Atlantique. Traverssant la frontière canado-américaine à Norton (Vermont), il est la propriété de Genesee and Wyoming.
La ligne fut à l'origine construite par le chemin de fer Atlantique & Saint-Laurent aux États-Unis et le Saint-Laurent & Atlantique au Canada. L'union des deux chemins de fer se faisait à Island Pond, ( Vermont). Les communications majeures étaient Lewiston (Maine), Berlin (New Hampshire), Island Pond (Vermont) et Sherbrooke et Montréal (Québec).
Le chemin de fer Atlantique & Saint-Laurent (A&StL) était un chemin de fer américain de classe I qui fut créé en 1845 pour relier Portland, Maine sur l'océan Atlantique à Montréal sur le fleuve Saint-Laurent. Le chemin de fer Saint-Laurent & Atlantique fut créé au Québec pour permettre la liaison entre Island Pond, Vermont (terminus de l'A&StL) et Montréal.

## Histoire

### Contexte
La ligne Portland-Sherbrooke fut initialement proposée en 1844 par un entrepreneur de Portland, John A Poor. Portland (Maine) souhaitait relier son port, qui n'était jamais pris par les glaces en hiver, à Montréal (Québec). Ce projet était important pour le Maine puisque son voisin le Massachusetts proposait de relier Boston à Montréal. Québec voyait un avantage à se connecter avec le plus petit port, Portland.

### Chemin de fer Atlantique et Saint-Laurent

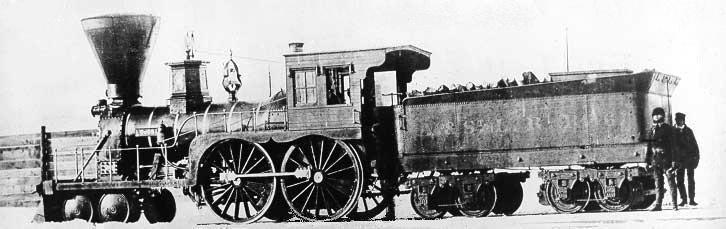
Locomotive du chemin de fer Atlantique et Saint-Laurent

Le chemin de fer fut enregistré dans le Maine le 10 février 1845, au New Hampshire le 30 juillet 1847 et au Vermont le 27 octobre 1848 pour construire une ligne entre Portland et le nord-est du Vermont. La construction partit de Portland le 4 juillet 1846, avec l'écartement large typique de Portland (1,676 m). La première section. de Portland à Yarmouth, ouvrit le 20 juillet 1848. Le prolongement de la ligne permit d'atteindre Danville (maintenant Auburn) en octobre 1848, Mechanic Falls (Maine) en février 1849, Oxford en septembre 1849, Paris en mars 1850, Bethel en mars 1851. La ligne pénétra dans le New Hampshire permettant de relier Gorham (Maine) le 23 juillet 1851, Northumberland (au nord de Lancaster, au New Hampshire) le 12 juillet 1852 et finalement Island Pond (Vermont) le 29 janvier 1953.
Le Saint-Laurent et Atlantique fut enregistré pour construire l'autre partie de la ligne au Québec. Le 4 août 1851, il accepta de rencontrer l'Atlantique et Saint-Laurent à Island Pond. Le service régulier, entre Saint-Lambert (situé sur la rive opposée à Montréal) et Portland, débuta le 4 avril 1853.

### La période du Grand Tronc
Quatre mois plus tard, le 5 août 1853, le chemin de fer du Grand Tronc loua les deux compagnies, ce qui permit une extension de la ligne Toronto-Montréal vers l'est jusqu'à Portland. Un embranchement fut également construit entre Richmond et Lévis, sur la rive opposée à la ville de Québec. Le Grand Tronc agrandit ses installations portuaires de Portland en rachetant des terres au professeur et poète américain Henry Wadsworth Longfellow. L'augmentation du trafic vers Montréal en provenance de Portland et de Lévis sollicita davantage le service du petit train ferry entre Saint-Lambert et Montréal, qui fut rapidement remplacé en 1860 par le pont Victoria.
Les locomotives fonctionnaient exclusivement au bois, mais avec l'augmentation saisonnière du prix du bois durant l'hiver 1871-1872, d'autres sources d'énergie devenaient compétitives. La tourbe du Québec fut utilisée brièvement avant que le charbon ne s'imposât. En 1879, le charbon était exclusivement utilisé entre Portland et Gorham, mais l'usage du bois continua encore quelques années au nord de Gorham.
À partir de 1860, l'interconnexion avec les autres chemins de fer à voies standards commençait à poser des problèmes. En 1863, le Grand Tronc, dans ses ateliers de Sarnia (Ontario) et de Pointe Saint-Charles (Montréal), équipa environ 1000 wagons de marchandises d'un système d'axes coulissants. Le changement d'écartement avait lieu sur des portions de voies conçues pour cette manœuvre, mais outre le coût élevé de la maintenance, des problèmes de sécurité furent rapportés. Les 3 et 4 octobre 1873, toutes les lignes à l'est de Montréal furent converties à l'écartement standard. Le Grand Tronc acheta 200 locomotives à écartement standard (dont 60 auprès de la Portland Company, fondée par John A Poor) et convertit 135 vieilles locomotives. Il acheta 10 000 bogies afin de convertir ses wagons de marchandises. Le chemin de fer fut totalement transposé à l'écartement standard le 26 septembre 1874. La plupart des locomotives à écartement Portland furent vendues ou mises à la ferraille.
La ligne du Grand Tronc vers Portland fut construite durant le boom des usines textiles en Nouvelle Angleterre, et plusieurs villes usinières du nord-est de la Nouvelle Angleterre reçurent un afflux d'ouvriers canadiens francophones.
Des silos à céréales furent construits à Portland pour faciliter le stockage et le chargement de blé canadien pour l'export. Le premier silo fut construit sur le quai Galt en 1863. Un silo d'une capacité de 150 000 boisseaux (4 082 t) brula en 1873 et fut remplacé par un plus gros en 1875. La Portland Elevator Company bâtit un silo d'une capacité d'un million de boisseaux (27 216 t) en 1897, et la New England Elevator Company construisit à son tour le plus grand silo de la côte atlantique à l'époque, avec une capacité de 1,5 million de boisseaux (40 823 t) en 1901.
En 1881, tous les ponts de bois avaient été remplacés par des structures en pierre et en fer et les rails en fer par des rails en acier. En 1896, quatorze lignes de bateaux à vapeur desservaient les quais du Grand Tronc à Portland, avec des correspondances vers Bristol, Londres, Liverpool, Glasgow, et Anvers. Cet hiver, 50 navires accostèrent à Portland, où on pouvait charger sept cargos à la fois sur les quais du Grand Tronc. Des locomotives plus puissantes de type Mogul (2-6-0) permettaient de faire passer la longueur des trains de marchandises de 16 à 30 wagons.
Le service des trains de voyageurs incluait entre Chicago et Portland le Seaside and White Mountains Special (appelé plus tard International Limited), dont les voitures Pullman, restaurant, wagon-lits, parloirs, et salons, jouissaient de soieries et de finitions en acajou.

### La période du Canadien National et la subdivision de Berlin
La faillite du Grand Tronc au début des années 1920 entraîna sa nationalisation par le gouvernement fédéral canadien, qui le fusionna ensuite dans le nouveau Canadien National (CNR). Malheureusement pour Portland, le réseau du CN desservait plusieurs ports canadiens dans les provinces maritimes (Nouveau-Brunswick, Nouvelle-Écosse et l'Île-du-Prince-Édouard) qui n'étaient jamais bloqués par les glaces en hiver. L'axe Montréal-Portland devint une ligne secondaire, et le trafic diminua donc grandement. À partir du début des années 1920, en seulement dix ans, le tonnage annuel exporté depuis Porland chuta de 600 000 à 21 000 tonnes.
La filière du papier représentait une importante activité. Le tonnage annuel en 1973 était de 12 758 t pour Berlin, 5 794 t pour Groveton, et 1 161 t pour Mechanic Falls; mais le Boston and Maine Railroad acheminait une partie de ce trafic vers les papèteries du New Hampshire. 
L'acheminement de la viande de Chicago vers le Maine continuait d'utiliser la route canadienne plus directe tant que les fourgons frigorifiques restaient compétitifs vis-à-vis des camions autoroutiers.
De 1934 à 1939, le Maine Coast Special assurait un service bi-hebdomadaire en juillet et en août entre Montréal et les côtes du Maine; il suivait la ligne de l'ex Grand Trunk jusqu'à Yarmouth Junction et empruntait celle du Maine Central Railroad jusqu'à l'Union Station de Portland avant de prendre la ligne du Boston and Maine Railroad jusqu'aux stations balnéaires d'Old Orchard Beach et de Kennebunkport. Au moment de la fête nationale du Canada (le jour de la Confédération), des locomotives de classe U-1 (4-8-2) du CNR remorquaient des trains de 17 voitures. Tous les jours sauf le dimanche, et jusque dans les années 1950, les trains de voyageurs 16 et 17 remorquaient une voiture postale entre Portland et Island Pond. Le service journalier s'arrêta en 1960, mais celui estival en weekend continua jusqu'en 1967. Les voyageurs étaient transportés par bus de Portland à Old Orchard Beach. L'Union Station de Portland fut rasée en 1966.
Malgré la baisse du trafic sur la ligne, sa liaison stratégique entre Montréal et la côte atlantique permit un regain d'activité au cours de la Seconde Guerre mondiale. La bauxite de la Guyane britannique (actuellement Guyana) était acheminée vers Montréal par voie ferrée via Portland afin d'éviter les U-boote au cours de la bataille du Saint-Laurent (1942, 1943 et 1944). Le pipeline Portland-Montréal fut construit pour transporter le pétrole du port de Portland vers les raffineries de Montréal; le pipeline qui suit en partie le tracé de l'ancien Grand Trunk, est toujours en service. Les quais de Portland furent utilisés par la Marine des États-Unis, toute la baie de Casco ayant été transformée en base de destroyers au moment de la Bataille de l'Atlantique (1939-1945).  
Le Canadien National (CN) qui changea de nom et de logo en 1960 continua d'exploiter la ligne Portland-Sherbrooke sous le nom de la subdivision de Berlin. Cependant, le déclin continu du trafic sur cette ligne et la dérégulation des chemins de fer des États-Unis à la fin des années 1980 causèrent la cession de cette liaison à un opérateur de petite ligne.

### Chemin de fer Saint-Laurent & Atlantique
En 1989, le Saint-Laurent & Atlantique (SLR) fut constitué pour reprendre l'exploitation de la section Island Pond-Portland. Quelques années plus tard, la ligne fut prolongée jusqu'à Norton à la frontière avec le Québec.
En 1998, à la suite de la dérégulation des chemins de fer canadiens, le SLR constitua sa filiale Saint-Laurent & Atlantique (Québec), ou Chemin de fer Saint-Laurent et Atlantique Québec (SLQ), pour exploiter le reste de la ligne entre Norton et Sainte-Rosalie, où il retrouvait la ligne principale du CN desservant Montréal.
Le groupe Genesee and Wyoming prit le contrôle du SLR américain et du SLQ canadien en 2002. Désormais, les deux utilisent le logo jaune et orange caractéristique du groupe G&W avec l'inscription StL&A.

### Sources
- "Railroad History Database"
- "Steamtown Special History Study - Berlin Mills Railway No 7"